# Público (Espagne)
Pour les articles homonymes, voir Público.
Público est un journal quotidien national numérique espagnol. Propriété du groupe de communication Mediapro et édité par sa filiale Mediapubli, il a été fondé le 26 septembre 2007 et se classe politiquement à gauche.

## Ligne éditoriale
Público est caractérisé par une ligne éditoriale marquée à gauche.

## Prix de vente
En fonction du jour de la semaine, le prix de vente du quotidien varie. Il s'élève ainsi à un euro du lundi au jeudi, puis double pour les trois derniers jours de la semaine. Depuis février 2012, le journal n'est plus disponible qu'en version électronique.

## Équipe

### Directeurs
Actuellement dirigé par Ana Pardo de Vera, le journal a eu comme premier directeur Ignacio Escolar. Celui-ci a été remplacé par Félix Monteira le 13 janvier 2009. À la suite de la nomination de Monteira au poste de secrétaire d'État à la Communication le 4 mars 2010, Maraña a pris ensuite la relève à la tête du quotidien.

### Rédacteurs en chef
Público comprend un rédacteur en chef par service : le sous-directeur, Manuel Rico, dirige le service politique, Íñigo Sáenz de Ugarte s'occupe du service Monde, Amparo Estrada se charge du service Affaires, Patricia Fernández de Lis gère le service Sciences, la rédaction du site Internet est confiée à Nacho Rojo, tandis que Peio Hernández Riaño assure la direction du service culturel, et José Miguélez celle du service des sports.

### Éditorialistes
Le service Opinion travaille aussi bien avec des journalistes qu'avec des personnalités issues du monde de la culture. Il a ainsi pu compter sur le travail de l'ancien député et poète aragonais, José Antonio Labordeta. Il s'est également assuré la collaboration de plusieurs écrivains, ainsi que de l'artiste et blogueur Shangay Lily décédé en 2016.

## Crise de 2012
Le 24 février 2012, la société Mediapubli n'ayant pas trouvé d'investisseurs, elle décide de renoncer à l'édition papier de Público, qui subsistera sur Internet.